# دون سبايك
دون سبايك (هانغل: 돈 스파이크) هو ملحن كوري الجنوبي، ولد في 24 يناير 1977 في سول في كوريا الجنوبية.

## وصلات خارجية
- دون سبايك على موقع IMDb (الإنجليزية)
- دون سبايك على موقع ميوزك برينز (الإنجليزية)